# Calymmodon kaniensis
Calymmodon kaniensis är en stensöteväxtart som först beskrevs av Guido Georg Wilhelm Brause, och fick sitt nu gällande namn av Edwin Bingham Copeland. Calymmodon kaniensis ingår i släktet Calymmodon och familjen Polypodiaceae. Inga underarter finns listade.